# Бинички, Станислав
Станислав Би́нички (серб. Станислав Бинички; 15 (27) июля 1872, Ясика, близ Крушеваца, Княжество Сербия, ныне Сербия — 15 февраля 1942, Белград, Немецкая военная администрация в Сербии) — сербский композитор, дирижёр, общественный деятель и педагог. Один из активных организаторов музыкальной жизни Сербии первой четверти XX века.

## Биография
Учился на естественно-математическом отделении философского факультета Белградского университета. Одновременно брал частные уроки у Стевана Мокраняца и Йосифа Маринковича. Играл на скрипке и флейте, активно участвовал в студенческом хоре «Обилич» и Белградском певческом обществе. Руководил церковным певческим обществом в Нише. Преподавал в гимназии в Лесковаце, где одновременно возглавлял хоровое обществ «Бранко», для которого написал сборник хоровых сочинений на основе народных мелодий, распространённых в окрестностях города (1894). В 1895—1899 годах учился в Мюнхенской музыкальной академии у Йозефа Райнбергера (композиция и вокал). В это же время сочинял хоры на тексты немецких поэтов. В 1899 году, по возвращении в Сербию, работал как дирижёр во многих хоровых обществах (хоровое общество «Станкович», Типографское хоровое общество «Якшич»). В том же 1899 году вместе с Мокраняцем и Костой Манойловичем основал в Белграде музыкальную школу, а в 1911 году — музыкальную школу «Станкович», первым директором и профессором которой он стал. Основатель и в 1899—1903 годах — дирижёр Белградского военного оркестра (первый симфонический оркестр в Сербии) и одновременно в 1904—1920 годах — дирижёр оркестра Королевской гвардии, с которым много гастролировал, в частности во Франции и в 1911 году в Одессе (тогда Российская империя). В 1920 году основал и до 1924 года руководил оперной труппой Национального театра в Белграде. Автор первой поставленной на сцене сербской национальной оперы «На рассвете» (серб. На уранку, одноактная, на либретто Бранислава Нушича, 1903). Среди сочинений — хоры и хоровые циклы, песни, романсы, музыка для спектаклей, духовная музыка. В своём творчестве обращался к сербскому музыкальному фольклору. Самое известное произведение — «Марш на Дрину», посвящённый битве при Цере.
Брат Александар Бинички (1885–1963) — оперный певец.

## Сочинения
- увертюра и симфоническое интермеццо «Равноденствие» / Еквиноцио (по драме Иво Войновича)
- «Литургия Иоанна Златоуста» (1906, написана на основе его же «Отче наш»)
- «Отпевание»